# AC6000CW型柴油机车
AC6000CW型柴油机车是美国通用电气公司设计生产的一种大功率干线货运柴油机车，于1995年研制成功，该型机车也是当今世界上单机功率最大的柴油机车车型之一。
1994年，美国通用电气公司与德国道依茨公司旗下的MWM公司合作，在获得极大成功的7FDL系列四冲程柴油机的基础上，开发研制功率更大的7HDL系列柴油机。1995年，通用电气公司试制了第一台AC6000CW型柴油机车，机车装用一台7HDL-16型四冲程柴油机，额定功率达到6250马力（4660千瓦），传动系统采用交—直—交流电传动，并为每台牵引电动机提供独立的牵引逆变器。首批AC6000CW型柴油机车于1995年交付CSX运输公司和联合太平洋铁路公司使用，但机车投入运用不久就暴露出柴油机的一些技术问题，例如柴油机气缸壁设计厚度不足而导致的剧烈震动及涡轮增压器故障，这令通用电气公司被迫推迟新机车的生产计划。经过改进设计后，AC6000CW型柴油机车于1998年开始投入批量生产。